# إيمي هاريس (راقصة باليه)
إيمي هاريس (بالإنجليزية: Amy Harris)‏ هي راقصة باليه أسترالية، ولدت في 1 أغسطس 1983 في أرارات في أستراليا.